# Erichsburg

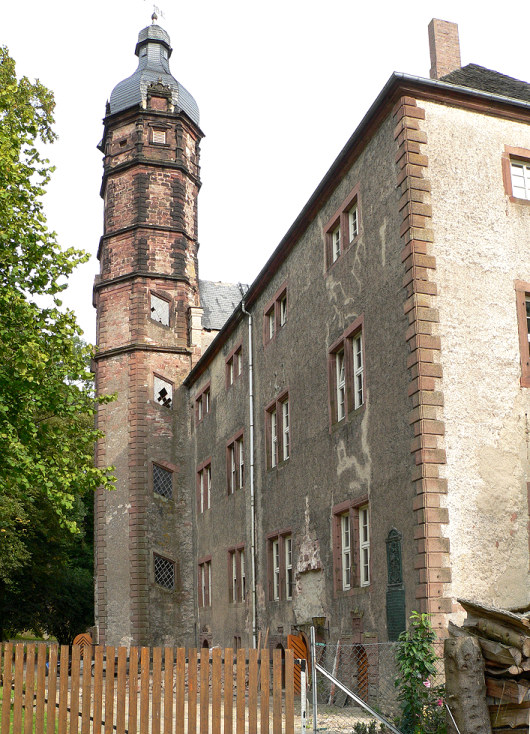
Burganlage mit Treppenturm

Die Erichsburg ist eine im 16. Jahrhundert errichtete Burganlage des Fürstentums Calenberg am Rand der Dasseler Siedlung Erichsburg im niedersächsischen Landkreis Northeim. Die Burg gehört dem Typus der Niederungsburgen (Sumpfburg) an und ist in wesentlichen Teilen erhalten.

## Geographische Lage
Die Erichsburg befindet sich am Ostrand von Erichsburg, einer Siedlung des Dasseler Ortsteils Hunnesrück. Sie wurde in einer sumpfigen Niederung auf etwa 158 m ü. NHN errichtet. Umgeben ist die Burg von mehreren Teichen, darunter der Försterteich, der Langerteich, der Eckteich und der Schulteich. Südlich vorbei fließt die Bremke.

## Anlage
Vorläufer war die Burg Hunnesrück, die die Grafen von Dassel im 13. Jahrhundert etwa 2,5 km westlich der Erichsburg nahe Dassel in den Amtsbergen errichten ließen. Sie wurde 1521 in der Hildesheimer Stiftsfehde von Erich I. gemeinsam mit Heinrich dem Jüngeren von Wolfenbüttel vom Höhenzug Hatop aus mit schweren Geschützen beschossen und erobert. Von dieser zerstörten Burg sind nur noch Mauer- und Wallreste vorhanden.
Die Erichsburg war früher durch einen breiten Wassergraben und hohe Wälle geschützt. Neben ihr lag ein landwirtschaftliches Vorwerk. Diese Burg ist in wesentlichen Teilen erhalten – in einem schlechten Restaurierungszustand.

## Geschichte
Herzog Erich I. zu Braunschweig-Lüneburg ließ die eroberte und kriegsbeschädigte Burg Hunnesrück nicht mehr herrichten. Stattdessen ließ er von 1527 von 1530 die Erichsburg errichten. Benannt wurde sie nach dem 1528 geborenen Leibeserben, dem späteren Herzog Erich II. Dessen Vater Erich I. diente sie zeitweise als Amtssitz. Während der Bauzeit bewohnte er die Burg Hunnesrück.
Herzog Julius von Wolfenbüttel ließ die Burg zwischen 1604 und 1612 erweitern. Sein Baumeister war Paul Francke. Bereits 1688 wurden Gebäude aus der ersten Bauphase wegen Schadhaftigkeit abgerissen. Durch das Vorwerk zum wirtschaftlichen Unterhalt der Burg entwickelte sich eine kleine Gutssiedlung, die als Siedlung Erichsburg zum Dasseler Ortsteil Hunnesrück gehört.
Von 1891 bis 1980 hatte die Hannoversche Landeskirche die Erichsburg in Pacht genommen und unterhielt dort zunächst ein Predigerseminar, ab 1971 ein Freizeitheim.
1980 ging die schlossartige Anlage vom Land Niedersachsen in Privatbesitz über.

## Renovierungen und Veranstaltungen
In den letzten Jahren fanden im Schloss Renovierungsarbeiten statt, bei denen die Kapelle und ein Musterzimmer fertiggestellt wurden. Der Treppenturm ist im oberen Bereich in einem schlechten baulichen Zustand und weist zahlreiche Ausbesserungen auf. Die Außenanlagen mit Rasen, Wegen, alten Bäumen, Burggräben, Teichen und Wallanlagen befinden sich in einem gepflegten Zustand (Stand: August 2012). Anfang 2014 wechselte der Besitzer des Schlosses. Der neue Besitzer wollte es gemeinsam mit einem neu gegründeten Förderverein sanieren und für historische Veranstaltungen, wie Märkte, Hochzeiten, Ritterspiele, nutzen. 2016 wurde auf der Erichsburg ein Film für die Mystery-Serie „Haunted“ des Senders TLC Deutschland gedreht. 2019 fand ein weiterer Wechsel des Eigentums statt.

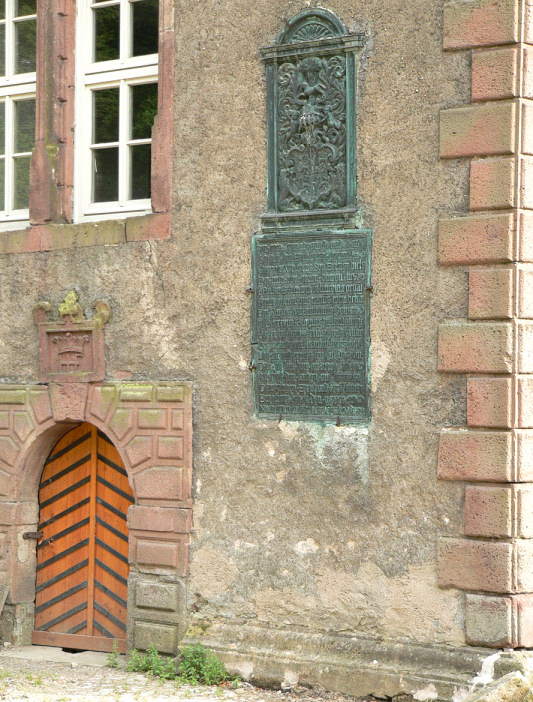
Detail an der Hausfassade
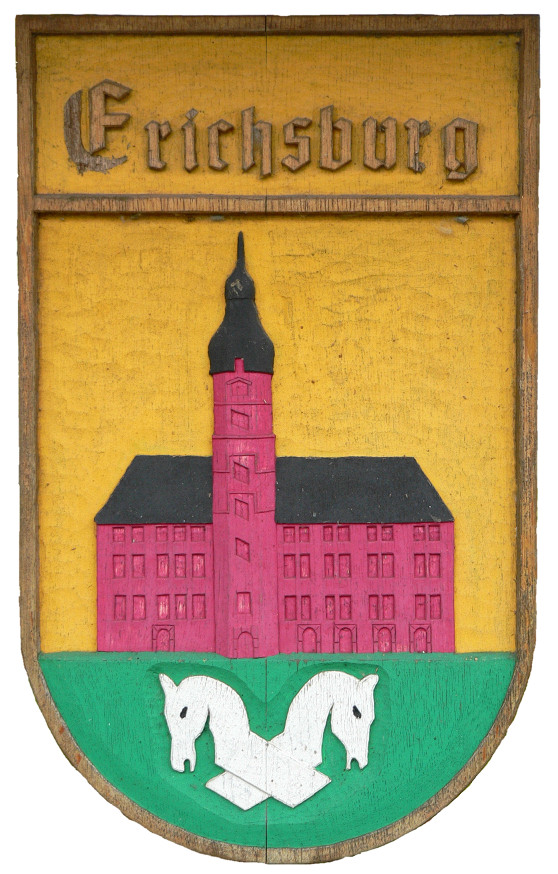
Schild in der Siedlung Erichsburg